# Corarqueots
Els corarqueots (Korarchaeota) són un filum d'arqueus.
Els korarqueots són un grup d'arqueus coneguts únicament a partir de seqüències d'ARNr 16S obtingudes de mostres de medis hidrotèrmics a temperatures elevades. Les anàlisis de les seves seqüències de gens 16S suggereixen que no formen part dels grups principals d'arqueus, els crenarqueots i euriarqueots. Tanmateix, és possible que els korarqueots no formin en realitat un grup separat, sinó que simplement siguin organismes en què els gens d'ARNr 16S han sofert mutacions ràpides o inusuals. Els processos metabòlics dels korarqueots, incloent-hi la manera en què generen energia i obtenen carbon, són actualment desconeguts. Recentment s'ha seqüenciat el genoma d'un korarqueot que fou enriquit d'un cultiu mixt.